# Tagumaa
Tagumaa – wieś w Estonii, w prowincji Jõgeva, w gminie Pala.